# Diglima
Diglima, ou éter bis(2-metoxietílico), é um solvente com um alto ponto de ebulição. Ele é um composto orgânico o qual é o éter dimetílico do dietilenoglicol. (O nome "diglima" é um portmanteau de  "diglicol metil éter.")  É um líquido claro, incolor com um leve cheiro de éter. É miscível com água, álcoois, éter dietílico, e solventes hidrocarbonetos.